# アルフレート・ボイムラー

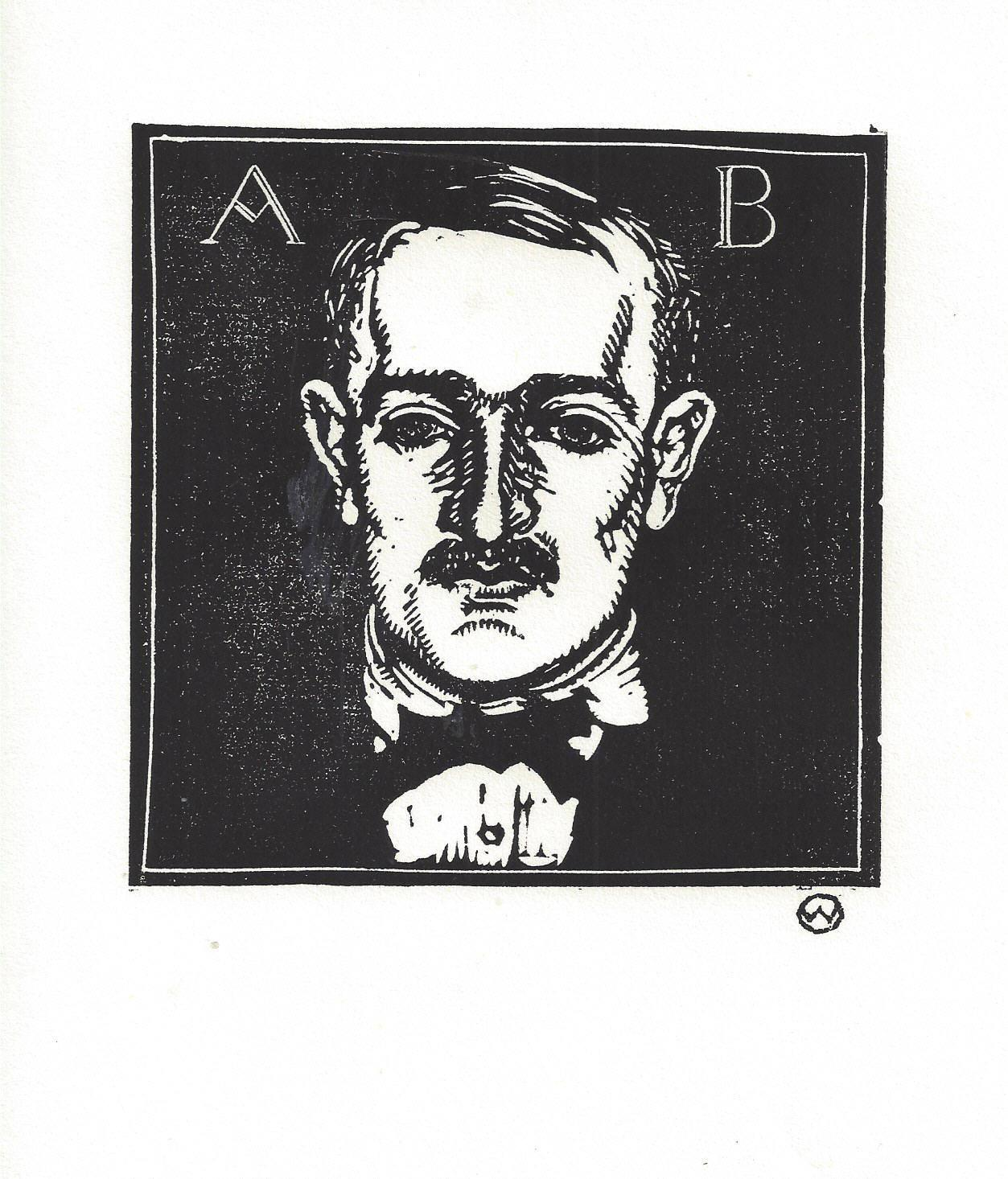
ボイムラーの木版肖像画

アルフレート・ボイムラー（Alfred Baeumler、1887年11月19日 - 1968年3月19日）は、ドイツの哲学者、教育学者。ベルリン大学・ドレスデン工科大学教授。教育哲学者としてナチス政権下のローゼンベルク教育局や学術局で指導的な役割を果たした。ニーチェの影響を受ける。

## 生涯
オーストリア＝ハンガリー帝国統治下のオーストリア・ノイシュタット出身。ベルリン大学とボン大学で美術史を学び、1914年にカントの美学に関する論文によりミュンヘン大学より博士号を取得した。1919年、ドイツ国籍取得。
1924年、ドレスデン工科大学で教授資格（ハビリテーション）を取得。1928年、同大学准教授。1929年、同大学正教授。カントの啓蒙理性哲学から歴史哲学に転じ、バッハオーフェン『母権』の影響のもとにニーチェに傾倒。1930年にはニーチェ著作集12巻を編集発行した。
1933年、ベルリン大学哲学/政治教育学主任教授に就任。同年5月に行った講義『Wider den undeutschen Geist（非ドイツ的精神に抗って）』では、出席した殆どの生徒は親衛隊（''SA）の制服を着用し、鉤十字の旗を掲げた学生が行進していた。1934年の論文「ニーチェとナチス」ではニーチェをヒトラーと同列視する考察を行っている。
1945年の敗戦後、ハンメルブルク収容所と次いでルートヴィヒスブルク収容所に3年間収容された。ボイムラーは戦後にアカデミアに復帰しなかった数少ないナチスの学者の一人である。
| スタブアイコン | サブスタブ | この項目は、まだ閲覧者の調べものの参照としては役立たない、人物に関連した書きかけの項目です。この項目を加筆・訂正などしてくださる協力者を求めています（P:人物伝/PJ:人物伝）。 |